# Tour d’Algérie

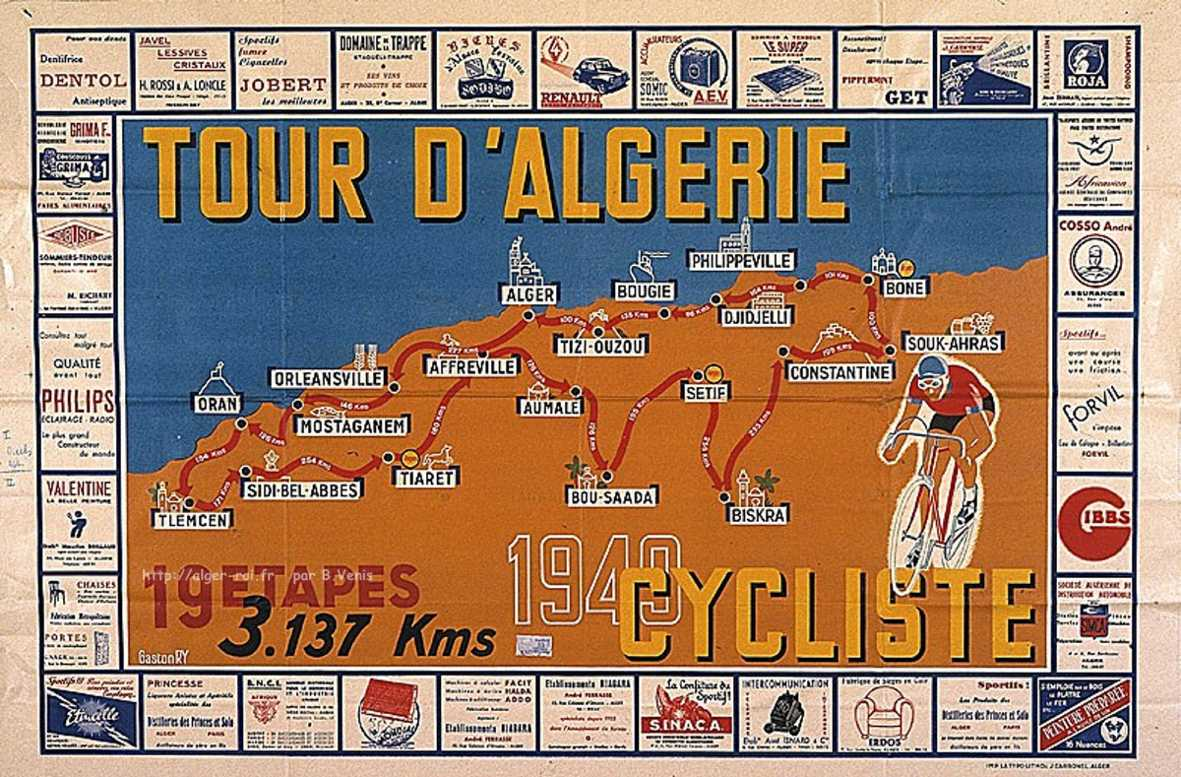
Mapa pierwszej edycji wyścigu Tour d’Algérie

Tour d’Algérie – wieloetapowy wyścig kolarski rozgrywany w Algierii od 1949.
Wyścig odbył się po raz pierwszy w roku 1949. Włączony do kalendarza UCI w 2011 z kategorią 2.2. Zaliczany do cyklu UCI Africa Tour.
Rekordzistami pod względem zwycięstw w klasyfikacji generalnej są Belg Hilaire Couvreur i Algierczyk Azzedine Lagab (po dwa triumfy).

## Zwycięzcy
Opracowano na podstawie:
| Rok                      | Pierwsze             | Drugie                | Trzecie               |
| ------------------------ | -------------------- | --------------------- | --------------------- |
| 1929                     | Marcel Colleu        |                       |                       |
| 1949                     | Hilaire Couvreur     | Roger Dequenne        | Édouard Van Dyck      |
| 1950                     | Hilaire Couvreur     | Angelo Menon          | Alex Close            |
| 1951                     | André Rosseel        | Maurice Quentin       | Robert Varnajo        |
| 1952                     | Vincent Vitetta      | Jean Dotto            | Georges Meunier       |
| 1953                     | Germain Derycke      | Raymond Impanis       | Maurice Neyt          |
| 1954-1968 nie rozgrywano |                      |                       |                       |
| 1969                     | Gösta Pettersson     | Karl-Heinz Miersch    | Bart Solaro           |
| 1970                     | Axel Peschel         | Doug Dailey           | Johannes Knab         |
| 1970 (2)                 | Zygmunt Hanusik      | Piet Legierse         | Bernd Knispel         |
| 1971                     | Zbigniew Krzeszowiec | Iwan Skosyriew        | Dimitri Trichin       |
| 1972                     | Frits Schür          | Jiří Háva             | Dusan Zeman           |
| 1973                     | Stanisław Szozda     | Alexandre Yudine      | Ryszard Szurkowski    |
| 1975                     | Sven-Åke Nilsson     | Aavo Pikkuus          | Alexandre Yudine      |
| 1984                     | Nieddline Tchambaz   |                       |                       |
| 1985                     | Sebti Benzine        | Malek Hamza           | Gilles Figue          |
| 1986                     | Salim Belksir        | Sebti Benzine         | Miklós Somogyi        |
| 1987                     | Abdelkader Reguigui  |                       |                       |
| 1988                     | Steffen Rein         | Miroslav Lipták       | Falk Boden            |
| 1989-1999 nie rozgrywano |                      |                       |                       |
| 2000                     | Hicham Menad         |                       |                       |
| 2001                     | Mohamed Abdel Fattah | Amr Elnady            | Ahmed Mohamed Khaled  |
| 2002                     | Omar Slimane Zitoune |                       |                       |
| 2003                     | Mohammed Al-Ragragui |                       |                       |
| 2004-2010 nie rozgrywano |                      |                       |                       |
| 2011                     | Azzedine Lagab       | Adil Jelloul          | Natnael Berhane       |
| 2012                     | Natnael Berhane      | Adil Jelloul          | Joaquín Sobrino       |
| 2013                     | Víctor de la Parte   | Stefan Schumacher     | Constantino Zaballa   |
| 2014                     | Mekseb Debesay       | Devid Tintori         | Yeung Ying Hon Ronald |
| 2015                     | Hichem Chaabane      |                       |                       |
| 2016                     | Luca Wackermann      |                       |                       |
| 2017                     | Ali Nouisri          | Azzedine Lagab        |                       |
| 2018                     | Azzedine Lagab       | Abderrahmane Mansouri | Gabriel Reguero       |
| 2019-2021 nie rozgrywano |                      |                       |                       |
| 2022                     | Hamza Mansouri       | Islam Mansouri        | Yacine Hamza          |
| 2023                     | Paul Hennequin       | Edoardo Sandri        | Aklilu Gebrehiwet     |
| 2024                     | Nassim Saidi         | Lars Quaedvlieg       | Christopher Lagane    |
| 2025                     | Hamza Amari          | Rutger Wouters        | Youcef Reguigui       |